# Скандалци
Скандалци (на македонска литературна норма: Скандалци) е село в Община Щип, Северна Македония.

## География
Селото е разположено на 11 километра западно от Щип.

## История
В XIX век Скандалци е българско село в Щипска кааза на Османската империя. Според статистиката на Васил Кънчов („Македония. Етнография и статистика“) от 1900 година Скандалци има 40 жители, всички българи.
Цялото население на селото е под върховенството на Българската екзархия. В статистиката на секретаря на екзархията Димитър Мишев от 1905 година („La Macédoine et sa Population Chrétienne“) Скандалци (Skandaltzi) и има 24 българи екзархисти.
След Междусъюзническата война в 1913 година селото попада в Сърбия.
На етническата си карта от 1927 година Леонард Шулце Йена показва Скандалица (Skandalica) като село с неясен етнически състав.

## Личности
Родени в Скандалци
- Трайчо Скандалията, един от първите членове на ВМОРО в Щип,[4] умрял след 1918 г.[5]